# Paracanthostracion lindsayi
Paracanthostracion lindsayi is een straalvinnige vis uit de familie van de koffervissen (Ostraciidae). De wetenschappelijke naam van de soort is, als Ostracion lindsayi, voor het eerst geldig gepubliceerd in 1932 door William Phillipps.

## Type
- holotype: NMNZ P.1006
- typelocatie: Otago, Nieuw-Zeeland

## Verspreiding
De soort komt voor in het Zuidwesten van de Grote Oceaan, voor de kust van Nieuw-Zeeland.